# Pärkhagen
Pärkhagen este o arie protejată (sit de importanță comunitară — SCI) din Suedia întinsă pe o suprafață de 105,8 ha, integral pe uscat.

## Localizare
Centrul sitului Pärkhagen este situat la coordonatele 57°52′18″N 18°42′01″E / 57.8717°N 18.7004°E.

## Înființare
Situl Pärkhagen a fost declarat sit de importanță comunitară în august 2015 pentru a proteja un număr necunoscut de specii din flora spontană și fauna sălbatică aflate în arealul zonei.

## Biodiversitate
Situată în ecoregiunea boreală, aria protejată conține 7 habitate naturale: Mlaștini calcaroase cu Cladium mariscus și specii de Caricion davallianae, Pajiști carstice calcaroase sau bazofile, de Alysso-Sedion albi, Taiga vestică, Alvar nordic și șisturi calcaroase precambriene, Mlaștini alcaline, Lespezi calcaroase, Pajiști cu Molinia pe soluri calcaroase, turboase sau argilos-nămoloase (Molinion caeruleae).
La baza desemnării sitului se află un număr nedeclarat de specii protejate.